# Equitazione ai Giochi della II Olimpiade - Salto in alto
Il concorso di salto in alto ai Giochi della II Olimpiade fu disputato il 2 giugno 1900 in Place de Breteuil a Parigi.
Proprio come succede per il salto in alto nell'atletica leggera, in equitazione i concorrenti avevano tre tentativi per superare altezze sempre crescenti, con la misura d'ingresso fissata a 1,20 metri.
La medaglia d'oro se la aggiudicarono ex aequo Gian Giorgio Trissino, su Oreste, e Dominique Gardères, su Canéla, entrambi capaci di saltare 1,85 metri, la lotta per il bronzo invece fu tra Georges van der Poele, che cavalcava Ludlow, e lo stesso Trissino su Mélepo, i fantini potevano infatti partecipare più volte al concorso con differenti cavalli.

## Classifica finale
| Pos.                 | Nome                      | Cavallo     | Risultato   |
| -------------------- | ------------------------- | ----------- | ----------- |
| 1                    | Dominique Gardères        | Canéla      | 1,85 metri  |
| 1                    | Giovanni Giorgio Trissino | Oreste      | 1,85 metri  |
| 3                    | Georges van der Poele     | Ludlow      | 1,70 metri  |
| 4                    | Giovanni Giorgio Trissino | Mélopo      | 1,70 metri  |
| 5                    | Hermann John Mandl        | Sconosciuto | Sconosciuta |
| 6                    | Marcel Haëntjens          | Sconosciuto | Sconosciuta |
| altri 13 concorrenti |                           |             |             |